# Szeretet Misszionáriusai
A Szeretet Misszionáriusai, pápai jogú női szerzetes intézmény.

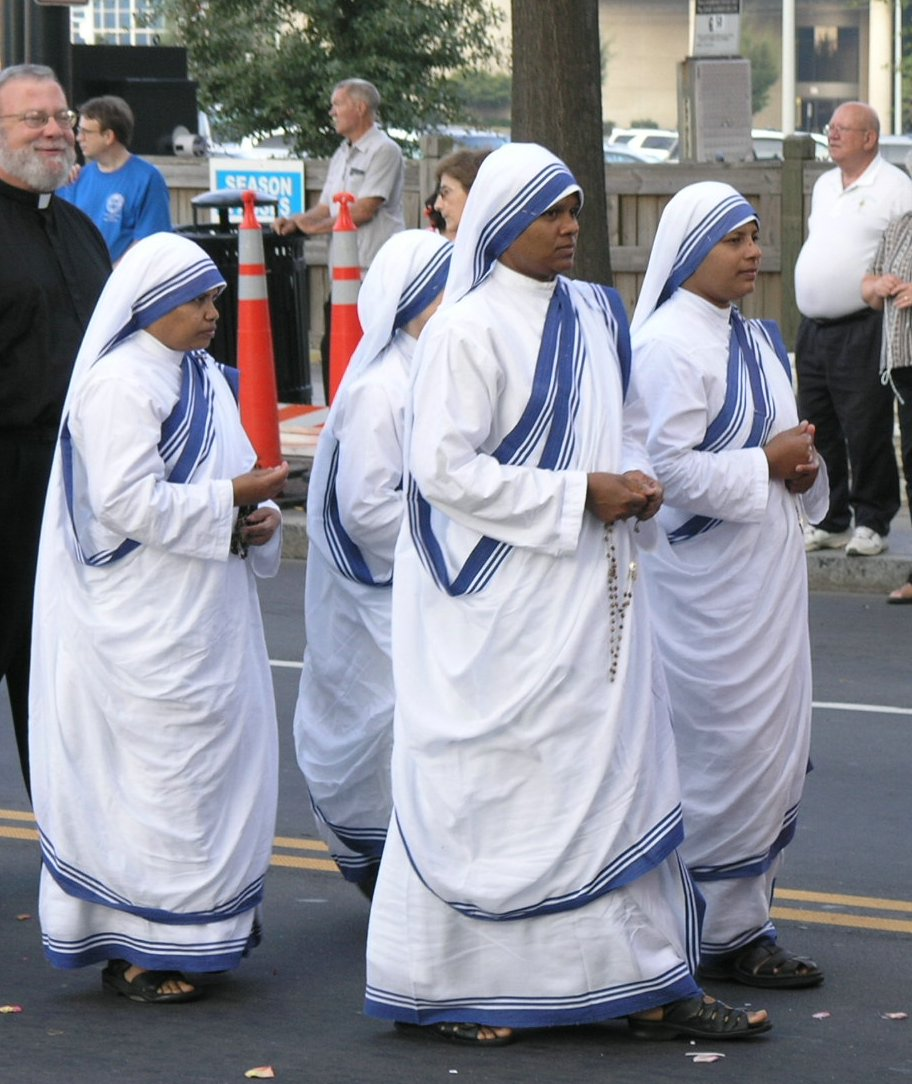
A rendház nővérei

## Célja
A közösség hivatása a szegények szolgálata. A fizikai és lelki szegények, éhezők és szomjazók, szenvedélybetegek, elhagyottak, ruhátlanok és hajléktalanok, kitaszítottak, a betegek, leprások és azok akiket az abortusz vagy eutanázia fenyeget, a rend szolgálja, irgalmasságot gyakorolják "hogy Jézus Szeretetszomját – amelyet a lelkek iránt érez – csillapítani tudják Szűz Mária segítségével. A rend mottója: „Jézusért tesszük”.

## Története
- Az albán származású Agnes Gouxha Bojaxhiu, Kalkuttai Szent Teréz (vagy közismertebb nevén Teréz anya) engedélyt kért, hogy elhagyja a Loreto rendházat. Kalkuttába utazott, ahol 1950. október 7-i jóváhagyással megalapította az új szerzetestársulatot.[2]
- 1963. március 25-én a kalkuttai érsek megáldotta egy új ág Szeretet Misszionárius Testvérei keletkezését.
- 1965. február 1-től pápai jogú társaság lettek.
- 1969. március 26-án a Teréz Anya Munkatársainak Nemzetközi Társulata csatlakoztak a Szeretet Misszionáriusaihoz, a társulat szabályzatát bemutatták VI. Pál pápának, aki áldását adta rá.

## Rendházak a világban
A központ Kalkuttában van. Huszonhárom évvel az alapítás után, 1973-ban 68 házból 47 Indiában volt, a többi Venezuela, Anglia, Ausztrália, Jemen, Addis Abeba, Amman, Gáza, Lima, Mauritius, New York, Saigon, Róma, Tabora, Yaracuy. A nővérek létszáma ekkor novíciákkal együtt 850 fő, testvérek száma 135 fő volt. Ötven évvel az alapítás után körülbelül 5000 nővér dolgozik körülbelül 650 házban.

## Rendházak Magyarországon
1989. június 16-án telepedtek le Érden, Parkvárosban. Plébániáktól kapott címekkel kezdték látogatni az elhagyatottakat, rászorulókat. Budapesten ruhaosztást szerveztek a IX. kerületben. A VIII. kerületben 100 férőhelyes ebédlőt építettek 1990-ben. Érden és Miskolcon átmeneti otthont nyitottak anyák részére.